# Felis silvestris silvestris
El gato montés europeo (Felis silvestris silvestris) es una subespecie del gato montés (Felis silvestris), un mamífero carnívoro de la familia Felidae. 
El gato montés europeo es un felino de una especie salvaje nativa de Europa Continental, Escocia, Turquía y el Cáucaso. Habita en bosques desde la península ibérica, Italia, Europa Central y Oriental hasta el Cáucaso. No está presente en el resto del Reino Unido, Irlanda, Islandia, Dinamarca, Países Bálticos, ni la península escandinava, incluidas Finlandia y Noruega.

## Descripción
Se parece al gato doméstico (Felis silvestris catus), pero es más robusto y bastante más grande que la mayoría de éstos; sólo se acercan a su tamaño los de algunas razas gigantes. También es más grande y tiene el pelo más largo y tupido que el gato montés africano (Felis silvestris lybica), antecesor del doméstico.
Las manchas del gato montés europeo son listadas. El rasgo más distintivo es su cola, mucho más corta, gruesa y peluda que la de los gatos domésticos, con tres a cinco anillos oscuros sobre un fondo más claro, y la punta siempre negra y redondeada.
La longitud del cuerpo (incluida la cabeza) va de 48 a 68 cm, a los que se añaden de 21 a 35 cm de la cola. Los machos alcanzan un peso de entre 3 y 7 kg, mientras que las hembras suelen pesar entre 2,5 y 5 kg.

## Distribución

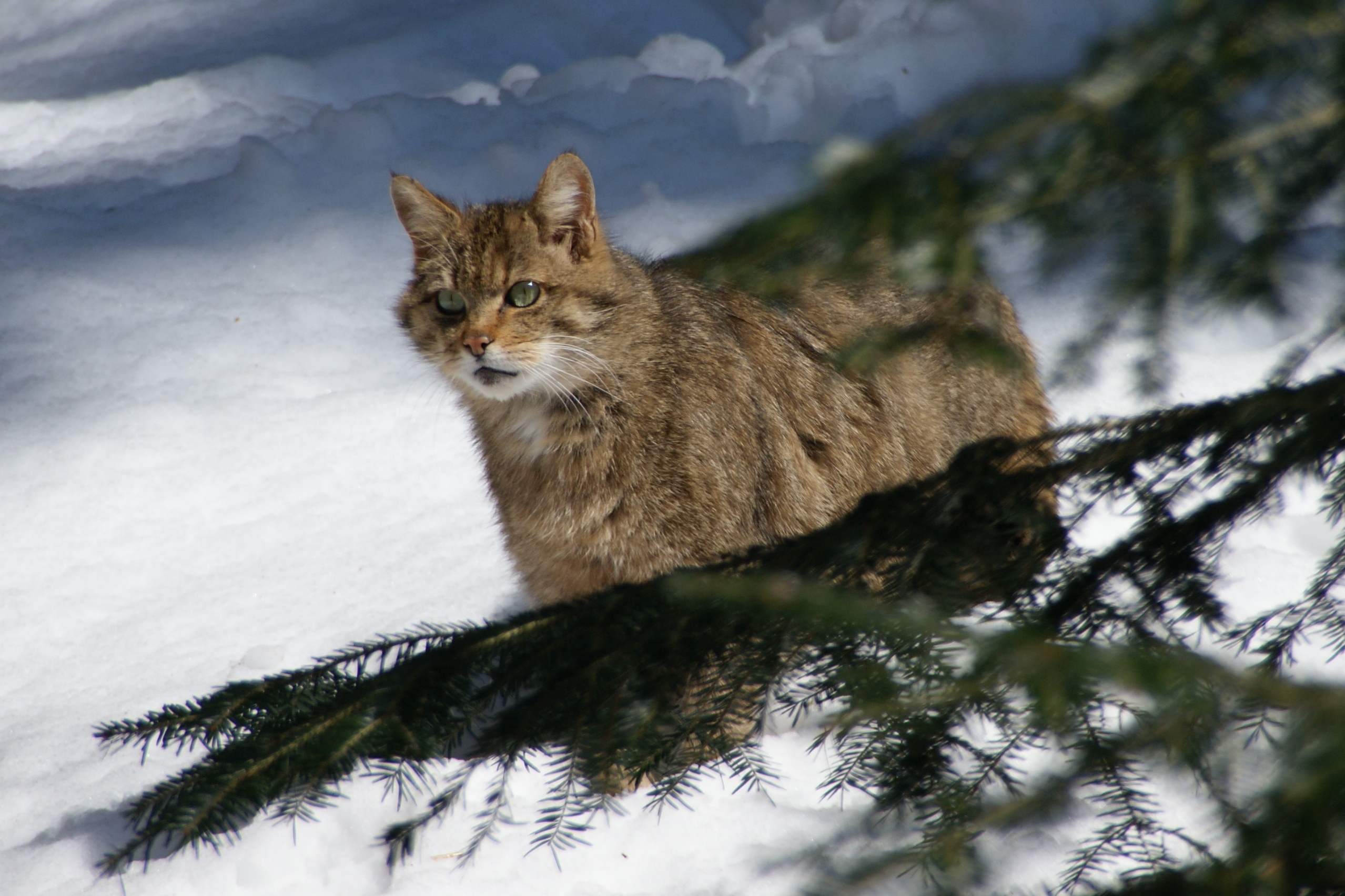
Gato montés europeo en un parque nacional de Baviera.

Los gatos salvajes eran muy comunes en la Europa del Pleistoceno. Cuando la capa de hielo retrocedió hacia el norte se adaptaron a la vida en los bosques densos.
La destrucción de su hábitat y la persecución de que fue objeto mediante venenos y trampas para proteger las especies cinegéticas provocó la disminución de los individuos y de la difusión de esta especie. Hoy en casi todos los lugares de Europa es muy rara y está protegida, aunque a veces se capturan y se matan algunos ejemplares al tomarlos por gatos domésticos cimarrones. Los híbridos de gato montés europeo y gato doméstico son frecuentes y fértiles, lo que compromete la integridad genética de la especie.
Las mayores poblaciones se hallan en la península ibérica, tanto en España como en Portugal, aunque no resulta abundante en Cataluña, Galicia, ni en la cornisa cantábrica. En la comunidad autónoma catalana se llevó a cabo un programa de cría en cautividad, con la finalidad de reintroducir a los ejemplares así criados en la naturaleza. 
Es relativamente frecuente en la Comunidad Valenciana, hallándose incluso en zonas tan humanizadas como la Sierra Calderona. La variante ibérica es más voluminosa, y antiguamente se consideraba una subespecie distinta: F. s. tartessia. En el libro Mamíferos europeos del Pleistoceno (1963), el paleontólogo Björn Kurtén aclara que el tamaño de la variante de la península ibérica sería el mismo que el del Pleistoceno.
Igualmente hay poblaciones en Francia, Italia, especialmente en los Apeninos, Cerdeña y el monte Gargano, Bélgica, región de las Ardenas, macizos montañosos del centro de Alemania, Eifel, Taunus, Harz, Spessart, Selva Negra, Selva de Baviera, Hainich,... pero no en su estrecha franja alpina. Se encuentra así mismo en las Tierras Altas de Escocia, Jura suizo, Chequia, Eslovaquia, Polonia (área carpática), Hungría, Rumania, Bulgaria, Eslovenia, Serbia, Grecia y otros países de Europa centro oriental.
El gato montés europeo presenta igualmente poblaciones en el Cáucaso. Se considera extinto en Austria, debido a la fuerte presión cinegética. No está presente en las Baleares, pero sí en Sicilia y Córcega. El gato montés presente en Cerdeña y Creta suele considerarse de la variedad norteafricana, si bien el sardo debería pertenecer a la misma especie que el corso. 
Téngase en cuenta que la mayoría de los mapas de distribución de ésta y otras especies suelen presentar graves deficiencias.[cita requerida]

## Hábitat
Prefiere los bosques frondosos, aunque también se encuentra en bosques de coníferas, monte bajo y páramos. En invierno y durante la estación de cría se refugia en troncos huecos o grietas en rocas, o en conejeras o tejoneras abandonadas.

## Comportamiento

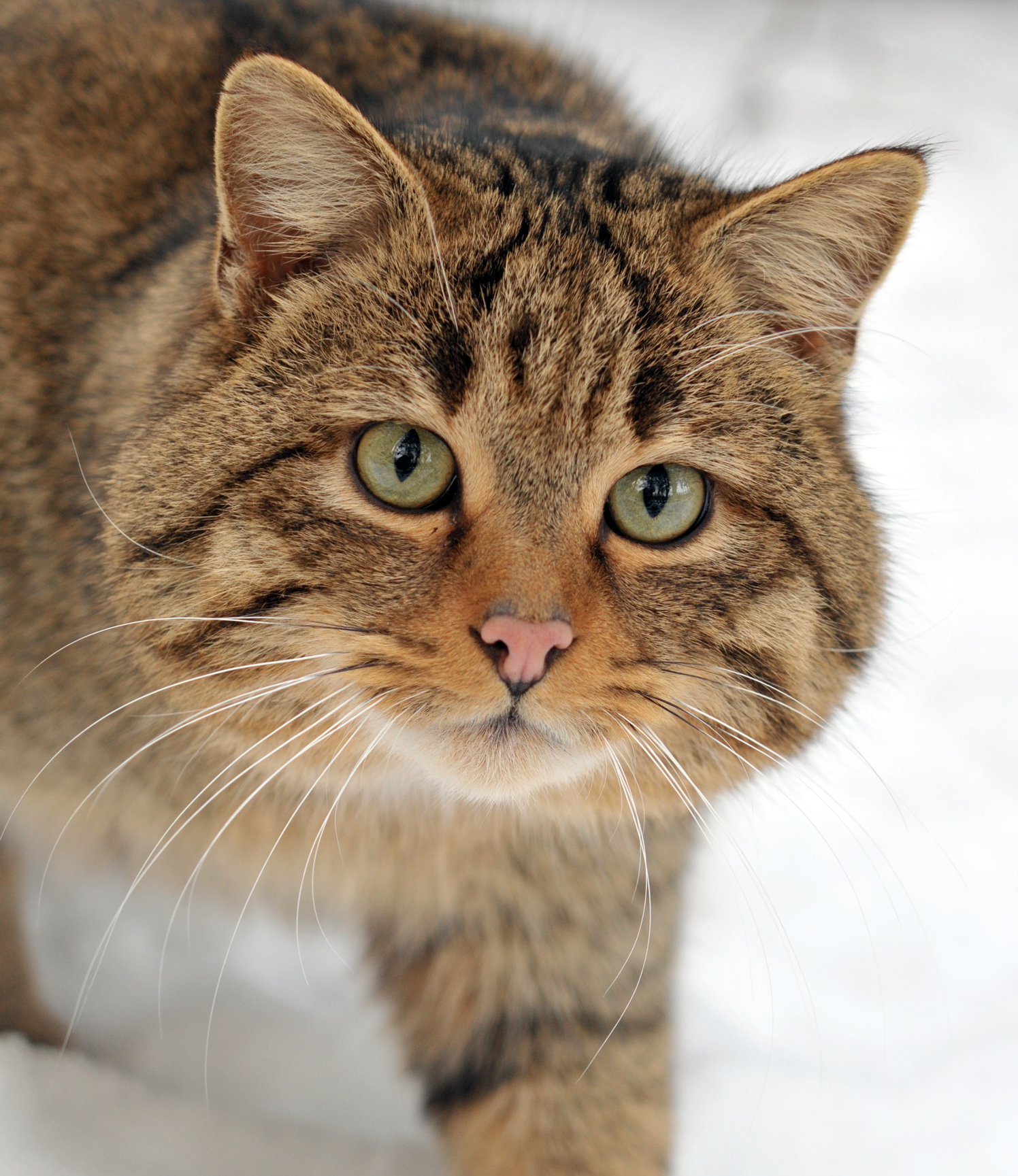
Gato montés europeo.

Preferiblemente nocturno y crepuscular, es algo más activo durante el día que los gatos domésticos (Felis silvestris catus) o el gato montés africano (Felis silvestris lybica). En el norte de Europa, cuando las noches se acortan mucho en junio y julio, el gato montés europeo ha de ser activo durante el día; lo mismo ocurre durante lo más crudo del invierno.
Las hembras son sedentarias y territoriales, mientras que los machos se desplazan, cubriendo el territorio de varias hembras. Salvo en la época de cría, los gatos monteses europeos son solitarios.

### Alimentación
Se alimenta principalmente de roedores, lagomorfos y pájaros, y raramente de anfibios e invertebrados. A diferencia de los zorros, no come los huesos de sus presas, salvo si éstas son muy pequeñas, por lo que las carcasas que dejan unos y otros se distinguen fácilmente. Por otro lado, los restos de las presas de los gatos domésticos son idénticos a los que deja el gato montés europeo. Ocasionalmente puede cazar crías de corzo, si bien, como ya se ha señalado, su alimentación se compone básicamente de presas de pequeño tamaño.

### Reproducción

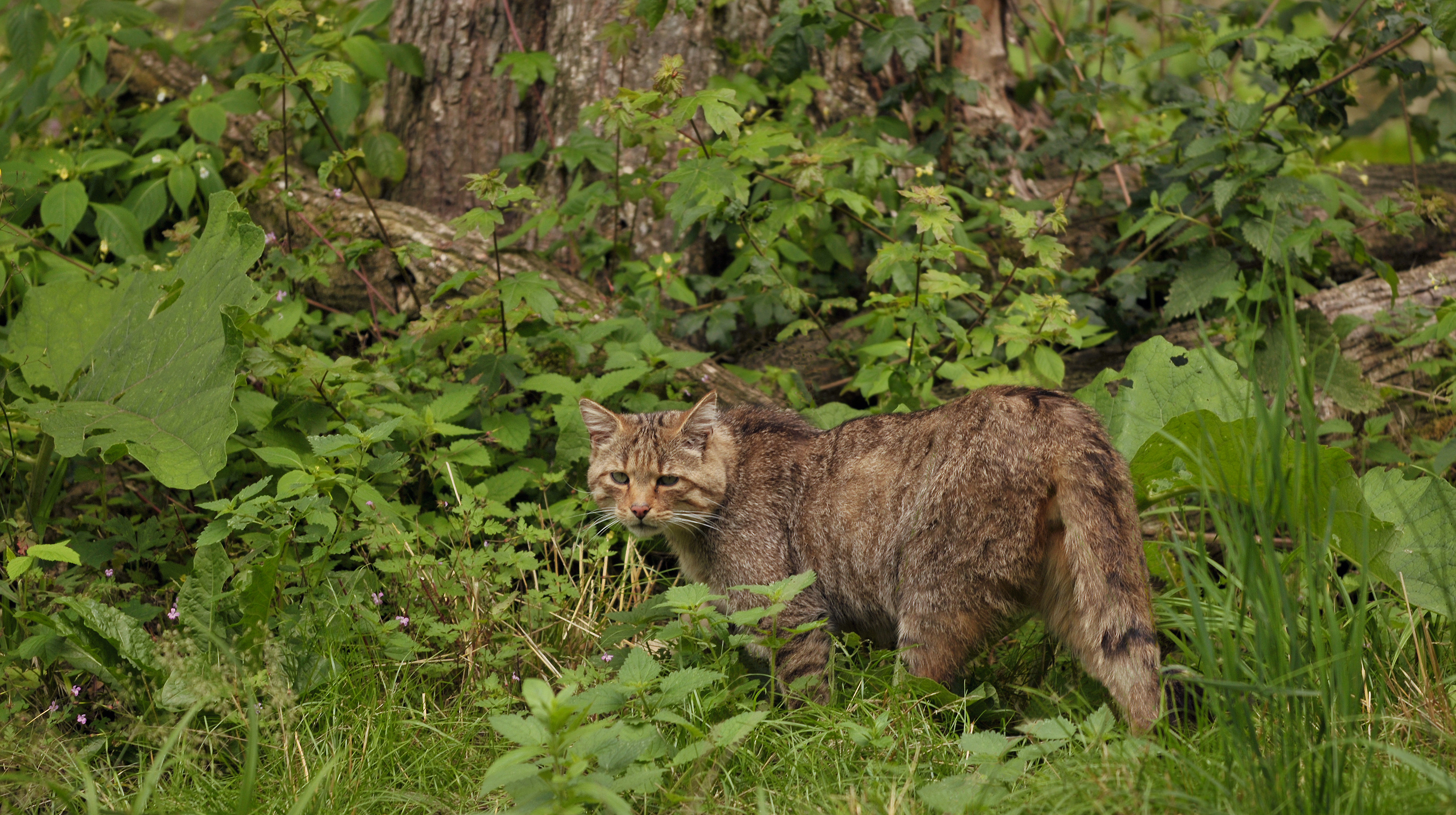
Felis silvestris silvestris

Generalmente, el apareamiento se realiza entre el final del invierno y el de la primavera, y las crías nacen de abril a septiembre, con el mayor número de nacimientos en mayo. Sólo la madre cuida de la camada (de al menos dos, y máximo de seis gatitos; comúnmente de tres o cuatro), lo cual hace durante unos cinco meses.